# Les Mées, Sarthe
Les Mées är en kommun i departementet Sarthe i regionen Pays de la Loire i nordvästra Frankrike. Kommunen ligger i kantonen Mamers som tillhör arrondissementet Mamers. År 2022 hade Les Mées 105 invånare.

## Befolkningsutveckling
Antalet invånare i kommunen Les Mées
| Referens: INSEE |